# Utahdactylus
Utahdactylus fue un género de reptil extinto del edad de entre el Kimmeridgiense al Titoniense (Jurásico Superior) hallado en la formación de Morrison en Utah, Estados Unidos. Está basado en el holotipo DM 002/CEUM 32588 (un esqueleto incompleto descrito incluyendo un fragmento del cráneo, una vértebra cervical, tres vértebras de la espalda, una vértebra caudal, costillas, una escápula, coracoides), y huesos de las extremidades). Czerkas y Mickelson (2002) lo identificaron como un pterosaurio "ranforrincoide". Bennett (2007) sin embargo, concluyó que no tenía rasgos diagnósticos de los Pterosauria, y no podía se positivamente identificado más allá de ser un diápsido indeterminado. 

## Historia
El género fue nombrado y descrito en 2002 por Stephen Czerkas y Debra Mickelson. La especie tipo es Utahdactylus kateae. El nombre del género se deriva de Utah y el griego daktylos, "dedo". El nombre de la especie significa "[para] Kate", refiriéndose a Kate Mickelson.
El holotipo consiste de algunos fragmentos de huesos desarticulados preservados en varios bloques de creta. Están alojados en el Dinosaur Museum, a cargo del propio Czerkas.
El espécimen fue descrito inicialmente como un pterosaurio, con una larga cola y una envergadura estimada en 1.20 metros. Los autores consideraron que era un "ranforrincoide", es decir, un pterosaurio basal, debido a su larga cola y unas vértebras cervicales grandes pero no alargadas, pero sin el típico surco en sus huesos de los miembros delanteros. Fue considerado como un "ranforrincoide" basándose en un espécimen sin preparar en la más reciente revisión de los pterosaurios de Morrison.
En 2007, el especialista de pterosaurios Chris Bennett publicó una redescripción en la cual se mostraba en desacuerdo con las conclusiones de Czerkas y Mickelson. Él encontró que varias de las identificaciones e interpretaciones de los huesos eran incorrectas, como el hueso craneal (interpretado por él como sólo un fragmento óseo de origen desconocido), vértebras de la cola alargadas (las presuntas extensiones alargadas eran costillas), el húmero (desconocido), y la orientación del hueso interpretado como un escapulacoracoides (las partes de la escápula y el coracoides habían sido confundidas). Él no pudo localizar los otros huesos vistos como impresiones, y no halló evidencia que sugiriera que los huesos identificables vinieran de un pterosaurio. De hecho, él encontró que la calidad general de la textura ósea difiere de la de los huesos de pterosaurio. Él concluyó que debía ser clasificado como un Diapsida incertae sedis, y un nombre dudoso, añadiendo una exhortación a no nombrar pterosaurios a partir de material que careciera de rasgos inequívocos de los mismos.